# BroadwayWorld
BroadwayWorld (lub BroadwayWorld.com) – amerykańska strona internetowa założona w 2003 roku przez Roberta Diamonda, poświęcona głównie wiadomościom teatralnym z teatru broadwayowskiego i off-broadwayowskiego.
W 2018 roku BroadwayWorld zajęła 16 156 miejsce w globalnym rankingu i 4002 w rankingu amerykańskim serwisu Alexa.

## Historia i profil
Witryna BroadwayWorld (znana też jako BroadwayWorld.com) została założona przez Roberta Diamonda w 2003 roku. Należy do wydawnictwa Wisdom Digital Media Publishing, które rozpoczęło działalność w 2001 roku. BroadwayWorld jest największą witryną teatralną w Internecie, obejmującą Broadway, West End, ponad 100 miast w Stanach Zjednoczonych i 50 krajów na całym świecie. Notuje (według własnych danych) ponad 6 milionów odwiedzających miesięcznie. Dostarcza bieżące wiadomości z Brodwayu i Off-Broadwayu i teatrów regionalnych. Publikuje obszerne wywiady, recenzje i relacje fotograficzne, oferuje funkcje wideo, organizuje fora dyskusyjne, pośredniczy też w sprzedaży biletów. Poza teatrem jej działalność obejmuje również  telewizję, film, transmisje strumieniowe, filmy, muzykę, koncerty, operę, taniec oraz muzykę klasyczną.
21 maja 2023 roku z okazji 20-lecia istnienia w Sony Hall na Broadwayu zorganizowany został jubileuszowy koncert, który poprowadził Chita Rivera wraz ze swoim wieloletnim przyjacielem, Richardem Ridge’em z BroadwayWorld. Przy okazji ogłoszono nominacje do 12. edycji dorocznych nagród Off Broadway Alliance Awards, ogłaszając również zwycięzców Outer Critics Circle Awards i Drama League Awards za 2023 rok.